# 佐洛圖希諾區

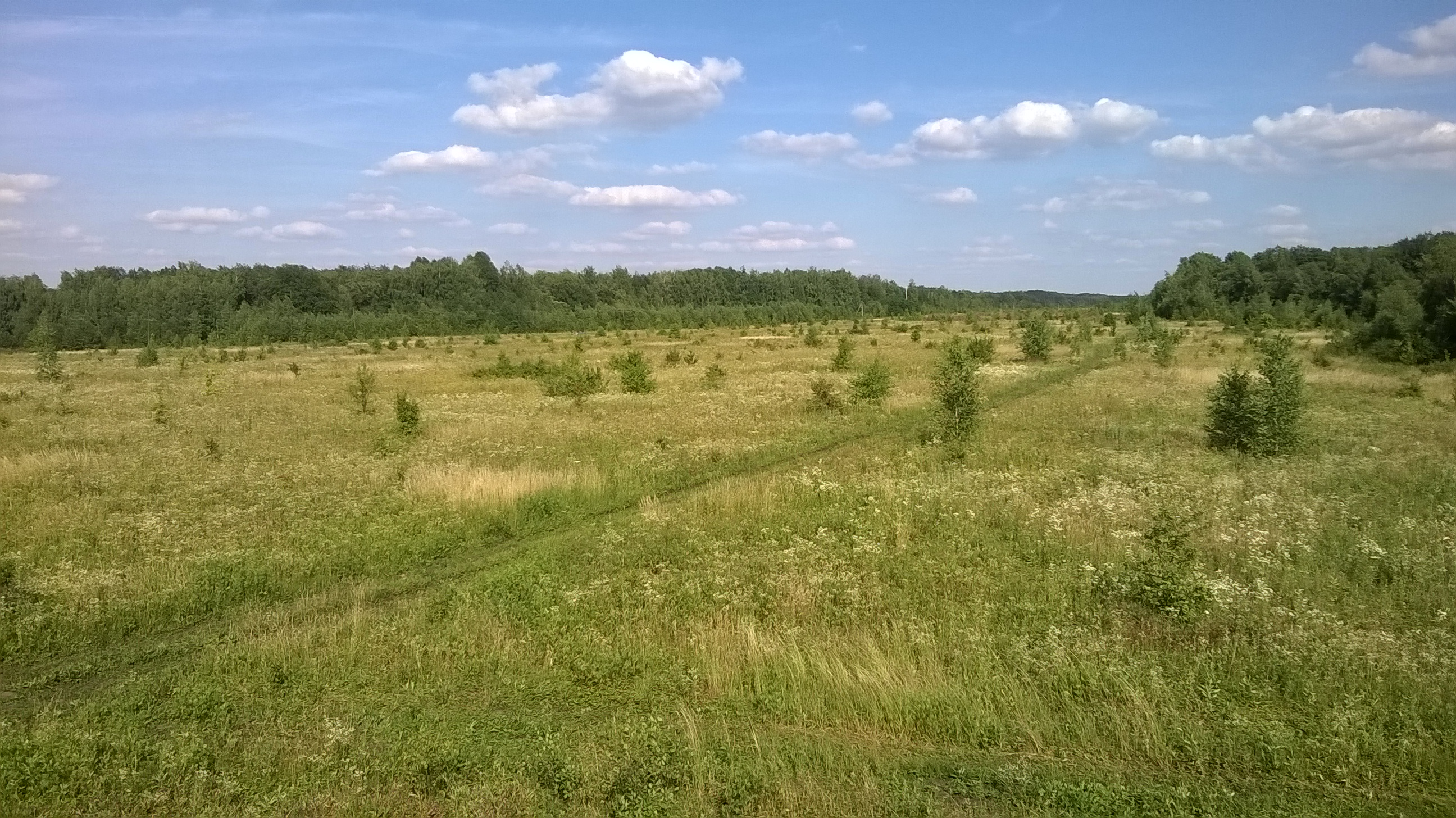

52°04′59″N 36°22′33″E / 52.08306°N 36.37583°E
佐洛圖希諾區（俄语：Золотухинский район），是俄羅斯的一個區，位於該國西部，由庫爾斯克州負責管轄，面積1,150平方公里，2010年人口22,914，人口密度每平方公里19.93人。